# Dettighofen
Dettighofen är en kommun och ort i Landkreis Waldshut i regionen Schwarzwald-Baar-Heuberg i Regierungsbezirk Freiburg i förbundslandet Baden-Württemberg i Tyskland.
Kommunen ingår i kommunalförbundet Jestetten tillsammans med kommunerna Jestetten och Lottstetten.